# Hey! Say! JUMP
Hey! Say! JUMP (яп. ヘイ セイ ジャンプ; HSJ как JUMP; произн. Хэй Сэй Дзямпу) — японская идол-группа состоящая из восьми участников, сформированая в 2007 году агентством Johnny & Associates. Группа разделена на две подгруппы: Hey! Say! BEST и Hey! Say! 7. В Японии было продано более 10 миллионов физических копий.
Hey! Say! JUMP дебютировали с десятью участниками, что стало самой большой группой в истории компании. В 2011 году Рютаро Моримото был отстранен от участия в группе на неопределенный срок из-за скандала с курением несовершеннолетним. 11 апреля 2021 года Кейто Окамото объявил, что покидает группу, чтобы продолжить актерскую карьеру, но останется в Johnny & Associates.

## Название
В названии группы «Hey! Say!» является отсылкой к факту, что все её участники родились в период Хэйсэй, а «JUMP» — акроним «Johnny’s Ultra Music Power».

## История

### 2007: Формирование и временная группа Hey! Say! 7
3 апреля 2007 года на весеннем концерте группы KAT-TUN было объявлено о создании новой группы под названием «Hey! Say! 7», в которую вошли пять джуниоров: Юя Такаки, Дайки Ариока, Рёсукэ Ямада, Юто Накадзима, Юри Тинэн.
16 июня был анонсирован первый сингл Hey! Say! 7, «Hey! Say!», выход которого был намечен на 1 августа. Сторона А этого сингла была вторым опенингом аниме Lovely Complex, а сторона B, «Bon Bon», была вторым эндингом. Сингл продался в первую неделю в количестве 120,520 экземпляров, сделав группу самой молодой мужской группой, когда либо возглавлявшей список синглов Орикона.
24 сентября 2007 года Johnny & Associates объявили о создании Hey! Say! JUMP, самой многочисленной группы в истории агентства. К пяти участникам Hey! Say! 7 присоединялись джуниоры Кота Ябу, Кэй Иноо, Хикару Яотомэ, Кэйто Окамото и Рютаро Моримото. Группа была поделена на две подгруппы по возрасту.

### 2007—2010: Hey! Say! JUMP
14 ноября 2007 года было объявлено, что дебютный сингл группы под названием «Ultra Music Power» выйдет 14 ноября. Титульная песня с него стала песней Кубка мира по волейболу среди мужчин 2007 года, прошедшего в Японии в ноябре—декабре.
22 декабря группа провела свой дебютный концерт: Debut Concert Ikinari! in Tokyo Dome. Со средним возрастом 15,7 года они были самой молодой группой, выступавшей в Токио Доум. Концертный DVD был выпущен 30 апреля 2008 года.
21 мая 2008 года группа выпустила свой третий сингл «Dreams Come True», который возглавил чарт Oricon. В июле было анонсировано, что титульная песня нового, третьего, сингла группы, озаглавленная «Your Seed», станет заглавной песней японского проката анимационного фильма «Кунг-фу панда».
В октябре 2008 года группа выпустила свой четвёртый сингл «Mayonaka no Shadow Boy», одноимённая песня с которого была использована в качестве заставки японского телевизионного сериала Горе-учитель, в которой снимались участники из группы: Рёсукэ, Юто, Дайки и Юри.
Пятый сингл, «Hitomi no Screen», появился 24 февраля 2010 года и опять возглавил список самых продаваемых синглов Орикона за неделю с 202 тысячами экземпляров.
Первый альбом Hey! Say! JUMP, названный просто JUMP NO. 1, вышел 7 июля.
15 декабря группа выпустила уже шестой сингл, «Arigatou ~Sekai no Doko ni Itemo~».

### 2011–2012
На 29 июля 2011 года намечен релиз нового сингла, «OVER».

### 2017—настоящее время
Песня «Over the Top» была анонсирована в качестве новой вступительной песни к аниме タイムボンンン 24 (Time Bokan 24).
В честь десятой годовщины группы был выпущен альбом лучших хитов Hey! Say! JUMP 2007-2017 I/O был выпущен 26 июля 2017 года, в него вошли все 23 сингла за первые десять лет их существования.
«Maeomuke» была выпущена 14 февраля 2018 года и стала заглавной песней для драмы Угасшая зима ~ Сделаем вид, что в нашей семье ничего не произошло, в которой Ямада сыграл главную роль.
12 октября 2023 года, группа объявили через свой фан-клуб, что они больше не будут исполнять песню «Ultra Music Power», свою дебютную песню, из-за скандала с сексуальным насилием в агентстве, сославшись в качестве причины на лирическую строку «J! Johnny's!».

## Состав
Hey! Say! 7'
- Рёсукэ Ямада (яп. 山田 涼介, род. 9 мая 1993 г. в Токио)
- Юри Тинэн (яп. 知念 侑李, род. 30 ноября 1993 г.)

Hey! Say! BEST
- Дайки Ариока (яп. 有岡 大貴, род. 15 апреля 1991 г.)
- Юя Такаки (яп. 髙木 雄也, род. 26 марта 1990 г.)
- Кэй Иноо (яп. 伊野尾 慧, род. 22 июня 1990 г.)
- Хикару Яотомэ (яп. 八乙女 光, род. 2 декабря 1990 г.)
- Кота Ябу (яп. 薮 宏太, род. 31 января 1990 г.)

### Бывшие участники
- Рютаро Моримото (яп. 森本 龍太郎, род. 6 апреля 1995 г.)
- Кэйто Окамото (яп. 岡本 圭人, род. 1 апреля 1993 г.)

## Дискография
- JUMP No. 1 (2010)
- JUMP World (2012)
- S3ART (2014)
- JUMPing Car (2015)
- Dear (2016)
- Hey! Say! JUMP 2007-2017 I/O (2017)
- Sense or Love (2018)
- Parade (2019)
- Fab! -Music Speaks.- (2020)
- Filmusic! (2022)

## Концерты
- JOHNNYS’Jr. Hey Say 07 in YOKOHAMA ARENA (24 сентября 2007)
- Hey! Say! JUMP Debut & First Concert Ikinari! in Tokyo Dome (22 декабря 2007)
- Hey! Say! JUMP Spring concert 2008 (4 апреля — 6 мая 2008)
- SUMMARY 2008
- Hey! Say! Jump-ing Tour '08-'09 (20 декабря — 5 января 2009)
- Hey! Say! JUMP CONCERT TOUR '09 Haru (Hey! Say! 7: 21—25 марта 2009, Hey! Say JUMP: 31 марта — 4 мая 2009)
- Hey! Say! Summer Concert '09 JUMP Tengoku TENGOKU (23 июля — 27 августа 2009)
- Hey! Say! JUMP TENGOKU DOME Nani ga okoru ka wakaranai!? Tokyo Dome (13 сентября 2009)
- Hey! Say! JUMP WINTER CONCERT '09-'10 (19 декабря 2009 — 16 января 2010)
- Hey! Say! 2010 TEN JUMP (2 апреля — 16 мая 2010)
- SUMMARY 2010
- Hey! Say! JUMP «Arigatou» ~Sekai no Doko ni Ite mo~ WINTER CONCERT 2010—2011 (25 декабря 2010 — 16 января 2011)
- Hey! Say! JUMP & «Yuuki 100％» Zenkoku Tour (10 апреля 2011 — 29 мая 2011)
- SUMMARY 2011 (7 августа — 11 сентября 2011)
- Hey! Say! JUMP New Year Concert 2012 (2—7 января 2012)
- Hey! Say! JUMP ASIA FIRST TOUR 2012 (24 марта 2012 — 24 июня 2012)

## Награды

### Japan Gold Disc Awards
| Год  | Номинированная работа   | Номинация               | Результат |
| ---- | ----------------------- | ----------------------- | --------- |
| 2008 | Hey! Say! JUMP (группа) | The Best 10 New Artists | Победа    |
| 2008 | «Ultra Music Power»     | The Best 10 Singles     | Победа    |